# ME (Album)
ME este single-ul de debut al cântăreței sud-coreene JISOO, membră a grupului Blackpink. A fost lansat pe 31 martie 2023 prin YG Entertainment și Interscope Records. Este un disc pop și trap care îmbină dansul, synth-pop, instrumentele tradiționale coreene și caraibiene. Versurile sale explorează aventurile romantice, depășirea unei relații și autodezvoltarea lui JISOO ca persoană. În calitate de director creativ, JISOO a lucrat cu colaboratorii de lungă durată 24 și R. Tee.
Albumul fizic a debutat pe primul loc în Circle Album Chart cu 1,03 milioane de exemplare vândute în mai puțin de două zile, devenind cel mai bine vândut album al unei femei soliste din istoria topului și primul care a depășit un milion de vânzări. A fost certificat de milioane de Korea Music Content Association (KMCA) în mai 2023. Albumul a primit recenzii în general favorabile din partea criticilor muzicali, care i-au complimentat versurile sofisticate și producția care au evidențiat vocea unică a lui Jisoo.
„FLOWER” a fost lansat ca single principal în aceeași zi în care a fost lansat albumul. Cântecul a ajuns pe locul doi în Billboard Global 200 și în Circle Digital Chart și a devenit cel mai înalt cântec al unei soliste coreene în Canadian Hot 100, NZ Singles Chart și UK Singles Chart .
1. 1 2